# Mefele jezik
Mefele jezik (ISO 639-3: mfj; boulahay, bula, bulahai), afrazijski jezik čadske porodice, kojim govori 11 000 ljudi (2002 SIL) u šest sela u kamerunskoj provinciji Far North. Mefele pripada skupini biu-mandara i podskupini mafa-mofu.
Ima nekoliko dijalekata mefele, serak (sirak), muhura (mouhour) i shugule (chougoule). Neki pripadnici etničke grupe služe se i jezikom fulfulde [fub] ili francuskim [fra].

## Vanjske poveznice
- Ethnologue (14th)
- Ethnologue (15th)